# Konyár
Konyár község Hajdú-Bihar vármegyében, a Derecskei járásban.

## Fekvése
Debrecentől mintegy 30 kilométerre délre fekszik, az észak-alföldi régióban.
A közvetlen szomszédos települések: észak felől Hajdúbagos, északkelet és kelet felől Hosszúpályi, délkelet felől Esztár, dél felől Hencida és Gáborján, délnyugat felől Szentpéterszeg, északnyugat felől pedig Derecske.

### Megközelítése
Legfontosabb közúti megközelítési útvonala a 4811-es út, ezen érhető el Derecske és Esztár felől is.
A hazai vasútvonalak közül a Debrecen–Sáránd–Nagykereki-vasútvonal érinti, melynek egy megállási pontja van itt; Konyár vasútállomás a belterület központi részének északnyugati szélén helyezkedik el, közúti elérését a 4811-es útból kiágazó 48 312-es számú mellékút teszi lehetővé. (A vasútnak egyébként van egy Konyári Sóstófürdő nevű megállóhelye is, de az már Hosszúpályi területén található.)

## Története
Konyár az álmosdi Chyre nemzetség ősi birtoka volt.
A XVI. században birtokos volt itt a henczidai Bacsó, a Kállay, és a Csáky család is.
1605-ben Bocskaitól szabadalomlevelet kapott a település.
1660 és 1690 között a község a törököktől sokat szenvedett.
1745-ben a település földesura a herczeg Eszterházy család volt.
A falu határán húzódott keresztül az ún. Ördögárok is.

## Közélete

### Polgármesterei
| Időszak   | Név               | Jelölő szervezet | Forrás |
| --------- | ----------------- | ---------------- | ------ |
| 1990–1994 | Dr. Fülep László  | független        | [ 3 ]  |
| 1994–1998 | Dr. Fülep László  | független        | [ 4 ]  |
| 1998–2002 | Dr. Fülep László  | független        | [ 5 ]  |
| 2002–2006 | Dr. Nédics István | független        | [ 6 ]  |
| 2006–2010 | Dr. Fülep László  | független        | [ 7 ]  |
| 2010–2014 | Dr. Fülep László  | Fidesz           | [ 8 ]  |
| 2014–2019 | Vig Szilárd       | független        | [ 9 ]  |
| 2019–2024 | Vig Szilárd       | független        | [ 10 ] |
| 2024–     | Vig Szilárd       | független        | [ 1 ]  |

## Népesség
A település népességének változása:
| Lakosok száma | 2145 | 2182 | 2183 | 2087 | 2057 | 2053 | 2026 |
|               | 2013 | 2014 | 2015 | 2021 | 2022 | 2023 | 2024 |

2001-ben a település lakosságának 95%-a magyar, 5%-a cigány nemzetiségűnek vallotta magát.
A 2011-es népszámlálás során a lakosok 94,7%-a magyarnak, 8,7% cigánynak mondta magát (5,2% nem nyilatkozott; a kettős identitások miatt a végösszeg nagyobb lehet 100%-nál). A vallási megoszlás a következő volt: római katolikus 4,3%, református 44,5%, görögkatolikus 0,5%, felekezeten kívüli 33,5% (15,6% nem válaszolt).
2022-ben a lakosság 91,6%-a vallotta magát magyarnak, 8,8% cigánynak, 0,1% ukránnak, 0,6% egyéb, nem hazai nemzetiségűnek (8,1% nem nyilatkozott; a kettős identitások miatt a végösszeg nagyobb lehet 100%-nál). Vallásuk szerint 31,2% volt református, 1,9% római katolikus, 0,5% görög katolikus, 1,3% egyéb keresztény, 0,1% ortodox, 29% felekezeten kívüli (35,8% nem válaszolt).

## Nevezetességei
- A XVIII. században épült református templom. A templomot az Európai Unió támogatásával 2006-ban felújították.
- Látnivalói közt említhető még a közelmúltban újjáépült Művelődési Ház.
- A településtől keletre halad el a szarmaták által 324 és 337 között épített, az Alföldet körbekerülő Csörsz-árok vagy más néven Ördögárok nyomvonala.
- A nevezetességek közé tartoznak a rendszeresen megrendezett konyári falunapok is.
- A Kurucz Albertről elnevezett konyári falumúzeum.
- A 2020-ban felújított konyári tájház

## Híres emberek
- Itt született 1920. február 10-én Tibor Alfréd magyar-amerikai szobrász.
- Itt született 1945. szeptember 21-jén Németh László színművész.
- Itt született 1949. április 1-jén Németh Tibor bábművész, színész.
- Itt született 1925. január 16-án Dr Kurucz Albert kántor tanító, néprajzkutató, a debreceni Tanítóképző Főiskola helyettes igazgatója, a szentendrei Szabadtéri Néprajzi Múzeum főigazgatója.